# Српски ратни профитери у Великом рату
Српски ратни профитери у Великом рату били су мања група људи из редова некадашње српске привредне елите која је успоставила пословне односе са војном влашћу Аустроугарске монархије, и развили посао, и створила услове за материјално богаћење, уз помоћ окупационе власти, углавном као војни лиферанти.
И док је Први светски рат за већину становника у Србији био период херојства и жртвовања војника и цивила, он је за  друге био прилика да се обогате или избегну своју патриотску дужност.

## Дефиниција
Израз „ратни профитер" у начелу пежоративан, користи се у политичко-пропагандне сврхе, или за омаловажавање политичар и/или пословних ривала, или као једна од омиљених популистичких слогана. 
Један од најпознатијих примера био је став по коме је Први светски рат био главни узрок профитерства, јер су у њему многи трговци, дефицитарној роби енормно дизали цене, а произвођачи оружје и муниције настојали да кроз трошење своје „робе”, и тако створе трајни извор енормних прихода. Тај став био је широко распрострањен у јавности међуратне Европе и остатка света.
Велики и мали ратни профитери
Да би направила разлика између „малих профитера“ како их неки називају од оних великих „супер профитера” направљена је подела, на профитере (фр. profiteurs) и профитанте(фр. profitants):
- Профитери су она група која је, иако проглашен таквим, заправо уживала у околностима да се обогати између 1914. и 1918. године.
- Профитанти би били они који су  остварили опипљиве изузетне или додатне зараде током непријатељстава.

Иако је ова разлика, очигледно заснована на друштвеној видљивости оствареног профита, она намаће питање који је то прихватљив прага капиталистичке добити, без обзира на околности, рат или мир, у коме је остварена велика материјална добит, која вероватно не би била остварена у другим условима.

## Предуслови
Након окупације Србије у Великом рату, с краја 1915. године „Аустроугарска окупациона власт је у потпуности надгледала и регулисала привредни живот на подручју Србије и усклађивала га са својим потребама преко Привредног, односно Деветог одељења Гувернмана.”

Предузимањем разних мера имало је за циљ да се привредна богатства Србије искористи у што већој мери за потребе Аустроугарске монархије. У периоду од 1916-1918. године отворене су и реновиране само фабрике и погони „чији су производи били неопходни тржишту Монархије”, а  Војна власт преузела је управу над привредним објектима и надзирала делатност свих привредних грана, у којима је  „успостављена организација рада на новим основама” засновану на немачкој доктрини о експлоатацији окупираних земаља, и „својеврстном привредном систему, који је омогућавао економску експлоатацију Србије”. 
Српски трговци и занатлије могли су да се баве само оним пословима које су им одобриле власти, а ранијим послом нису могли да се баве они трговци чија роба је уведана као монопол.

## Историја
Када се у другој и трећој години окупације у привредни систем окупиране Србије умешао страни капитал, „који је показао је извесно интересовање за финансирање разних привредних послова, да би се прикупила новчана средства и постепено прешло на нормално банкарско и финансијско пословање”, почели су да се стварају повољни и услови за појаву ратних профитера, који су „били потпуно уверени да ће по завршетку рата окупиране области Србије остати у оквиру Аустроугарске Монархије.”
У новостворено привредном систему од стране Аустогарске монархије у окупираној Србије почео је да се јавља и симболички утицај некадашње српске привредне елите, која је започела успостављање пословних односа са војном влашћу.  Иако је у највећем броју  случајева део те елите, међу којима су предњачили трговци, који су „само наставили свој предратни посао”, мањи број Срба започео је све време рата развијао посао уз помоћ окупационе власти, углавном као војни лиферанти.
Појавила се и група људи која је зарад личних потреба губила солидарност према другима. Тако је у окупираној Србији настала група људи позната под именом ратни профитери која се брзо обогатила  и, „уопште својим послом, начином мишљења и понашањем, постали посебан слој у српском друштву.” 

И док се већина становника у окупираној Србији према непријатељу држала поносно свесна зашто трпе и шта чувају, с друге стране мања група грађана, тражили у недозвољеном извору начин се што пре ослободе мука и беда, и како је писала Исидора Секулић (у делу Како је управо било?),
| „ | „...срамотили себе вечитим комбинацијама о томе где се шта може добити, и која мисија из бела света је на реду да мора помоћи.” | ” |

Појава ратно профитерства у Србији, многе дотадашње скоројевиће је уздигла са дна друштвене лествице. Мали трговац или занатлија постали су за кратко време новопечени богаташ. Они су се поносили својим новостећеним иметком, док је српско становништво сваким даном било сиромашнији.
О њима се развило веровање да им није стало до краја ратних страхота, а то је стварало јаз и умногоме нарушило моралу свих зараћених страна, а подела на „ми“ и „они“ све више је представљала поделу између војника на ратишту који су своје животе поставили на коцку и великог броја становништва на чијој су несрећи остваривали велики профит.

Групу ратних профитера врло сликовито описао је књижевник Борисав Станковић, у овом цитату:
| „ | Снашавши се у новој ситуацији, помиривши се са „постојећим стањем", здрава разума, трговачке, паметне промућурности, одбацивши ову, можда, код нас новајлија и интелигенције, тугу за пропалом Отаџбином, слободама, срећни, што их је мимоишла тешка ратна чаша бекства из земље преко Албаније, Црне Горе, пропаст својих радњи, домова, намештаја и оног богатства, и брзо се снашавши и помиривши се са непријатељевом најездом, продужили свој пређашњи, озбиљни живот, трговину, послове и радове, испуњене сада оном ретком насладом: легати у свој кревет као некада, јести јела као некада, одевати се, шетати, пити, дисати, у истом оквиру, простору између радње, куће, кафане. /.../Само, сада је то увећано дражи и насладом са помишљу и поређењем за све своје познанике, комшије, ортаке који су избегли, који се ломе по Албанији, Црној Гори, Крфу, фронту, и чије породице у црно увијене, преплашене да ће остати без хранитеља, унезверено хукћу и у потаји, ноћу, наричу и плачу и, како из радње тако из куће продају што је заостало, да се исхране, одбране од глади. | ” |

И док је луксуз, због неумољивог обогаћивања одређених група, постао све приступачнији друштвеној групи која се налазила на врху друштвене пирамиде, цене основних животних намирница представљале су све веће оптерећење за најниже слојеве друштва. Сиромаши су постајали све сиромашнији, а богати немилосрдно су се обогаћивали. Јаз који је створен између ове две друштвене групе резултовао је растућим незадовољством најширег слоја српског друштва. Бес против ратних профитера био је све већи.